# 忠魂義烈 実録忠臣蔵
『忠魂義烈 実録忠臣蔵』（ちゅうこんぎれつ じつろくちゅうしんぐら）は、1928年（昭和3年）製作・公開、マキノ省三（牧野省三）監督による日本のサイレント映画、剣戟映画である。牧野省三生誕50周年を記念した、320作目の監督作である。

## 略歴・概要

### 牧野省三の集大成
かつて1910年（明治43年）、横田商会で尾上松之助を主演に『忠臣蔵』を監督して以来、幾度となくリメイクをつづけた牧野省三は、1921年（大正10年）、初めて『実録忠臣蔵』を監督し、発表した。同作には寿々喜多呂九平を初め、多くの人々がその斬新な演出に賞賛を送った。本作はその決定版であり、超大作であった。
1927年（昭和2年）1月、本作の製作が開始。
この年は松竹、帝国キネマも忠臣蔵を題材とした映画製作を発表しており、三社による競作は話題を呼んだ。
同年5月、名古屋に「マキノ・プロダクション中部撮影所」を開設、本作の「松の廊下」のシーンのためのセットを建て、撮影を行った。同撮影所の所長には、当時満18歳のマキノ正博が就任した。
監督補に名を連ねた「秋篠珊次郎」は、阪東妻三郎プロダクションの「設立第1回作品」として公開された『異人娘と武士』の監督、本作公開当時満25歳の井上金太郎である。
尚、応援監督として沼田紅緑が参加したが、滋賀県犬上郡彦根町（現在の同県彦根市）での雪中ロケーション撮影に参加した折に風邪を引き、その風邪をこじらせてワイルス氏病（レプトスピラ症）を併発して、映画製作中の1927年3月30日に35歳で死去した。

### 火災をめぐって
当初、主役の大石内蔵助には實川延若や松本幸四郎をあてていたが、松竹の妨害で頓挫し、止むなく新派劇の代表的俳優伊井蓉峰を大石役とした。だが、伊井の勝手な演技に悩まされた省三はこの作品は失敗作とみなしていた。
本作に出演した嵐長三郎（のちの嵐寛寿郎）は、伊井を「うぬぼれ、度がすぎてますわ。ロケで金屏風立てて小便しよるんダ、アホクサイやら腹が立つやら、指差して笑ろうたら付人に見つかって告げ口された」「ここで思い入れあって大石泣くという芝居ダ。ちっとも泣かしまへん。ああ肝芸で心で耐えているんやなと見ていると、キャメラ・パンして離れてからクククーッ、と拳を眼に持っていきよる。写ってへんがな」と酷評し、自身がマキノプロ退社を決意した理由に、伊井の尊大さとそれを許した省三らスタッフの対応にあったと語った。
1928年（昭和3年）3月6日、省三は牧野本宅で本作の編集を行っていたが、フィルムに電球の熱が伝わって引火し、大量のネガフィルムと牧野本宅が全焼した。
マキノ・プロダクション撮影部の大森伊八は「うず巻く炎の中で、先生（省三）は直立して呆然と見つめておられた」「私と松田定次は、先生の手を引き必死に炎の中を潜り抜けた」「悪夢の数時間が過ぎて、先生の避難先へと赴いた。そのとき二つのことを、先生は私に申された」「出火の原因は儂だがら警察に呼ばれても関係ないといえ。『忠臣蔵』は焼けて良かったと。」と語ったという。
妻・知世子が陣頭指揮を執り、残ったフィルムを編集させて、同月14日には公開にこぎつけた。長尺作品を予定していたが、短くならざるをえなかったため、急遽、マキノ正博を監督に『間者』を製作して本作の併映とした。この『間者』は『忠臣蔵』と同じキャストにより制作され、吉良の側から浪士たちの動向を探るという別編である。制作にあたっては、火災で焼失した『忠臣蔵』の吉良邸討ち入りの場面を録り直している。

## スタッフ・作品データ
- 製作総指揮・監督・編集 : マキノ省三
- 監督補 : 秋篠珊次郎
- 応援監督 : 吉野二郎、押本七之輔ほか
- 脚本 : 山上伊太郎、西条照太郎
- 撮影 : 田中十三ほか
- 撮影補 : 藤井春美

- 製作 : マキノ・プロダクション
- フォーマット : 白黒映画 - スタンダードサイズ（1.33:1） - サイレント映画
- 初回興行 : 浅草・観音劇場

### 再編集版スタッフ
1968年に、マキノ省三の40年忌と無声映画鑑賞会の10周年記念として松田春翠の手によって発掘された本作のフィルムに先述の「間者」からの討ち入り場面の映像をつなぎ合わせた再編集版が製作された。冒頭で撮影から再編集までの経緯が字幕で説明されており、両国橋を渡ろうとした赤穂浪士たちが服部一郎右衛門に一喝されて引き返すところで終了する。
- 字幕 : 窓野雪夫
- 現像 : 東洋現像所
- 監修 : マキノ雅弘
- 製作 : マツダ映画社

## キャスト
- 伊井蓉峰 - 大石内蔵之助良雄
- 諸口十九 - 浅野内匠頭
- 市川小文治 - 吉良上野介義央
- 勝見庸太郎 - 立花左近
- 月形龍之介 - 清水一角
- 中根龍太郎 - 松野河内守
- 嵐長三郎 - 脇坂淡路守
- 片岡千恵蔵 - お目附 服部一郎右衛門
- 片岡市太郎 - 勅使 柳原権大納言
- 杉狂児 - 忠婢 拳固のお源
- 中根龍太郎 - 伜 与太九呂
- マキノ正博 - 大石主税良金
- 小島陽三 - 将軍 綱吉公
- 松本時之助 - 浅野大学
- 中村東之助 - 田村右京太夫
- 小岩井昇三郎 - 伊達左京之亮
- 山本礼三郎 - 梶川与惣兵衛
- 金子新 - 院使 高野中納言
- 市川小莚次 - 院使 清閑中納言
- 松村光男 - 僧良雪
- 荒木忍 - 吉良間者 前野平内
- 川田弘道 - 吉良間者 猿橋右門
- 菊波正之助 - 大石の下僕 実は吉良の間者万吉
- 秋吉薫 - 吉良の間者 石束甚八
- 中田国義 - 切腹上使 荘田下総守
- 若松文男 - お目附 岡田伝八郎
- 静間静之助 - 介錯
- 梅田五郎 - お茶坊主 平井長庵
- 守本専一 - 石堂（田村の臣）
- 大味正徳 - 榊原（田村の臣）
- 斉藤俊平 - 高味勘解由（田村の臣）
- 児島武彦 - 大老 柳沢美濃守
- 大谷万六 - 太鼓持 千住
- 都賀清司 - 大石の僕 八動
- 松尾文人 - 二男 大石千代松
- 都賀一司 - 三男 大石大三郎
- 津村博 - 清水一角 弟
- 尾上松緑 - 吉良の間者牧山大五郎
- 藤井六輔 - そばやの爺〆助
- 大国一郎 - 吉良の家来和久牛太郎
- マキノ正美 - 吉良左兵衛之介
- 児島武彦 - 菅野の父 七郎左衛門
- 嵐冠 - 間の一子 十太郎
- 染井達郎 - 堀部弥兵衛金丸
- 松村光男 - 堀部喜兵衛光延
- 若松文男 - 吉田忠左衛門
- 嵐冠吉郎 - 間瀬久太夫正明
- 原田耕造 - 村瀬喜兵衛秀道
- 大味正徳 - 小野寺十内秀和
- 柳妻麗三郎 - 奥田孫太夫重盛
- 中村東之助 - 原惣右衛門元辰
- 松本熊夫 - 貝賀弥左衛門友信
- 西郷昇 - 千葉三郎兵衛光忠
- 南部国男 - 木村岡右衛門貞行
- 木村猛 - 中村勘助正辰
- 森清 - 菅谷半之亟政則
- 大谷鬼若 - 早水藤左衛門満堯
- 橘正明 - 前原伊助宗房
- 嵐長三郎 - 寺坂吉右衛門信行
- 星月英之助 - 岡島八十右衛門常樹
- 市川小莚次 - 神崎与五郎則安
- 矢野武夫 - 萱野和助常成
- 市川小文治 - 片岡源五右衛門高房
- 豊島龍平 - 横川勘平宗利
- 小岩井昇三郎 - 三村次郎左衛門包常
- 金子新 - 潮田又之丞高教（東下り）
- 東郷久義 - 赤埴源蔵重賢

- 山本礼三郎 - 堀部安兵衛武庸

- 佐久間八郎 - 不破数右衛門正種
- 英まさる - 近松勘六行重
- 坂本二郎 - 富森助右衛門正因
- 沢村錦之助 - 倉橋伝助武幸
- 武井龍三 - 武林唯七隆重
- 天野刃一 - 大高源吾忠雄
- 八雲燕之助 - 吉田沢右衛門兼貞
- 鈴木京平 - 矢田五郎右衛門助武

- 片岡千恵蔵 - 萱野三平

- 市川谷五郎 - 小野寺幸右衛門秀富
- 川島清 - 杉野十平次次房
- 藤岡正義 - 大石瀬左衛門信清
- 牧光郎 - 村松三太夫高直
- 有村四郎 - 奥田貞右衛門行高

- 小金井勝 - 間十次郎光興

- 松坂進 - 磯貝十郎左衛門正久
- 市原義雄 - 岡野金右衛門包秀
- マキノ登六 - 間新六
- 久賀龍三郎 - 勝田新左衛門武堯
- 潮龍二 - 間瀬孫九郎正辰
- マキノ梅太郎 - 矢頭右衛門七教兼
- 尾上松緑 - 大野九郎兵衛
- 大谷万六 - 勅使 玉虫七郎右衛門
- 徳川良之助 - 勅使 近藤源八
- 守本専一 - 勅使 藤井彦四郎
- 荒尾静一 - 勅使 早川宗助
- 高山久 - 勅使 田中清兵衛
- 嵐冠三郎 - 豊田八太夫
- 尾上延三郎 - 豊田庄助

- 玉木悦子 - 浅野後室瑤泉院

- 花岡百合子 - 戸田の局
- 石川新水 - 大石の室お陸
- マキノ智子 - 早水藤左衛門の娘千賀
- 松浦築枝 - 浮橋太夫
- 渡辺綾子 - 軽藻太夫
- 住ノ江田鶴子 - 吉野太夫
- 三保松子 - 女中お梶
- 河上君江 - 吉良の侍女妙香
- 水谷蘭子 - そばやの姉お富
- 岡島艶子 - 三平の新妻露野
- 鈴木澄子 - 清水一角の姉
- 大林梅子 - 吉良の間者お梅
- 五十川鈴子 - 浮橋の引舟芳子
- 都賀静子 - 浮橋の引舟田毎
- 広田昴 - 百足屋与助
- 玉木潤一郎 - 具足屋為五郎
- 大岡怪童 - 研屋伝九郎
- 大国一郎 - 狂人荒物屋千五郎

## 註
1. ↑  キネマ旬報社[1976]、p.223-224（岸松雄「寿々喜多呂九平」）.
2. ↑  「忠臣蔵」三社競作など映画界は花盛り『中外商業新報』昭和2年1月10日（『昭和ニュース事典第1巻 昭和元年-昭和3年』本編p18 昭和ニュース事典編纂委員会 毎日コミュニケーションズ刊 1994年）
3. ↑  マキノ映画活動史、立命館大学、2009年10月29日閲覧。
4. 1 2 3 4 5  マキノ[1977], p..
5. ↑  竹中労[1976], p..
6. ↑  顕彰会[1971], p..
7. ↑  御室撮影所、立命館大学、2009年10月29日閲覧。